# Aimé Constant Fidèle Henry
Aimé Constant Fidèle Henry (auch Aimé Constantin Fidelius Henry, * 13. Juni 1801 in Douai; † 23. Februar 1875 in Bonn) war ein im 19. Jahrhundert in Bonn wirkender französischstämmiger Lithograf, Buchhändler, Verleger, Botaniker und Naturforscher. Sein botanisches Autorenkürzel lautet „Henry“.

## Leben
Aimé Henry war der Sohn des Angehörigen der französischen Revolutionsarmee Charles Albert Joseph Henry (1773–1816) und der in Kaiserswerth geborenen Anna Rebekka Mayer (1772–1830) aus Kleinbroich. Aimé Henry kam um 1816 in das Königreich Preußen nach Düsseldorf und wurde bei der im Verlagswesen tätigen Compagnie Arnz & Winckelmann ab 1817 zum Lithografen ausgebildet und später auch fest angestellt. Nach seiner Ausbildung und der sich anschließenden Tätigkeit für Arnz & Comp. gründete Aimé Henry später am 24. November 1828 gemeinsam mit Maximilian Cohen (* 4. Juli 1806 in Bonn; † 10. November 1865 in Bonn) in Bonn eine eigene Lithographische Anstalt und richtete bereits wenige Monate später mit ihm am 15. Juli 1829 in der Sternenstraße 308 (heute Sternstraße 28) ein Geschäft, bestehend aus einer Lithographischen Anstalt, einer Kunsthandlung sowie einem Schreib- und Zeichenmaterialiengeschäft, ein. 1833 erhielt die Firma das Prädikat einer „Lithographischen Anstalt der Rheinischen Friedrich-Wilhelms-Universität“ und am 6. Mai 1835 wurde, obwohl keiner der beiden Geschäftspartner gelernter Buchhändler war, die Buchhändlerkonzession erteilt.
Um 1840 bezog die Firma neue Räume am Markt 453 (heute Nr. 24). Am 31. Dezember 1861 wurde die Firma geteilt und Henry betrieb Buch-, Kunsthandlung und Lithographisches Institut ab diesem Zeitpunkt in der Remigiusstrasse 45. Sein zweitältester Sohn Carl Johann Hubert Henry führte dieses Institut noch bis 1894 fort. Sowohl die Universitätsbuchhandlung und Verlag Friedrich Cohen als auch der Bouvier Verlag haben ihren Ursprung in der 1828 erfolgten Geschäftsgründung von Maximilian Cohen und Aimé Henry.
Aimé Constant Fidèle Henry hatte einen exzellenten Ruf als Lithograf und galt in diesem Bereich als Kapazität.
In späteren Jahren wirkte Henry daneben auch als Bibliothekar der Kaiserlich Leopoldino-Carolinischen Deutschen Akademie der Naturforscher.
Zusammen mit Theodor Friedrich Ludwig Nees von Esenbeck, Philipp Wirtgen sowie Karl Wilhelm Arnoldi, Johann Carl Fuhlrott, Ludwig Clamor Marquart und anderen gründete er 1834 den Botanischen Verein am Mittel- und Niederrhein, den späteren Naturhistorischen Verein der preussischen Rheinlande und Westphalens und belebte dadurch mit diesen maßgeblich die botanische Erforschung des Rheinlandes.
Er war weiterhin Mitglied der Gesellschaft Deutscher Naturforscher und Ärzte und seit 1835 Mitglied der Botanischen Gesellschaft zu Regensburg.
Aimé Constantin Fidelius Henry wurde am 8. Oktober 1843 mit dem akademischen Beinamen Bauer als Mitglied (Matrikel-Nr. 1510) in die Gelehrtenakademie Leopoldina aufgenommen.
Ihm zu Ehren wurde durch Christian Gottfried Daniel Nees von Esenbeck die Gattung Henrya Nees 1845 aus der Pflanzenfamilie der Akanthusgewächse benannt.
Aimé Constant Fidèle Henry war seit 1842 mit Maria Anna Josepha (1811–1884), geborene Eiler, verheiratet. Das Ehepaar hatte die drei gemeinsamen Söhne Joseph (1843–1907), Carl Johann Hubert (1844–1931) und Albert (1846–1873).
Er wurde auf dem Alten Friedhof in Bonn bestattet.

## Schriften
- mit Theodor Friedrich Ludwig Nees von Esenbeck: Das System der Pilze. Durch Beschreibungen und Abbildungen erläutert. Erste Abtheilung. Verlag des Lithographischen Instituts der Rheinischen Friedrich-Wilhelms-Universität und der Leopoldinisch-Carolinischen Academie der Naturforscher, Henry und Cohen, Bonn 1837 (Digitalisat)